# Palaeorhiza paradoxa
Palaeorhiza paradoxa är en biart som beskrevs av Hirashima 1975. Palaeorhiza paradoxa ingår i släktet Palaeorhiza och familjen korttungebin. Inga underarter finns listade i Catalogue of Life.